# Hirondina Joshua
Hirondina Joshua (Maputo, Moçambique, 31 de maio de 1987), é escritora e  jurista moçambicana. É membro da Associação dos Escritores Moçambicanos. Uma das melhores vozes da sua geração. Traduzida em várias línguas.
No Brasil o seu livro Os Ângulos da Casa foi adaptado para uma peça de dança moderna. Participou no Festival Internacional do Livro de Edimburgo, a maior celebração pública da palavra escrita no mundo.

## Livros publicados

### Obras individuais

#### Poesia
- Os Ângulos da Casa. Prefácio Mia Couto. 2016. 1a. edição. Moçambique, ed. Fundação Fernando Leite Couto.[7][8]

- A Estranheza Fora da Página. Co-autoria com Ana Mafalda Leite. 2021. Edições Húmus. Colecção 12Catorze.[9]

- Córtex. Prefácio Joana Bértholo. 2021. Editora Exclamação.[10]
- Câmara de Ar. 2023. Editora Douda Correria.

#### Conto
- Como Um Levita À Sombra dos Altares. Prefácio António Cabrita. 2021. Edições Húmus. Colecção 12Catorze (Conto). Com desenhos de Newton Joaneth.[11]

### Antologias e Obras colectivas
Tem participação em várias antologias nacionais e estrangeiras e textos publicados em jornais e revistas de Moçambique, Portugal, Angola, Galiza, Brasil e Macau.
2005. O Grasnar dos Corvos (Peça de Teatro). Co-autoria.
2006. Esperança e Certeza I . Moçambique, ed. Associação dos Escritores Moçambicanos, pp. 47-49.
2008. Esperança e Certeza II . Moçambique, ed. Associação dos Escritores Moçambicanos, pp. 63-65.
2012. A Minha Maputo É... . Moçambique, ed. Minerva, pp. 45.
2014. Alquimia Del Fuego, organizada por Sarah Schnabel, Santiago Aguaded Landero e Jack Landes Espanha, ed. Amargord Ediciones, pp. 481.
2021. Português, Lugar de Escrita - Mulheres Na Poesia. Co-autoria. Organizado pela Casa Fernando Pessoa
2020. Rio das Pérolas,  organizada por António Martins. Macau, ed. Ipsis Verbis.
2022. Este imenso mar - Antologia de autores contemporâneos de língua portuguesa. Portugal, ed. Camões, Instituto da Cooperação e da Língua, pp 53.
2022. Ecos de Moçambique - Um século de José Craveirinha. Autoria Lola Geraldes Xavier. Brasil. ed. Blucher, pp. 249-250
2023. A boca no ouvido de alguém, organizada por Tiago Alves Costa. Prefácio Ondjaki. Galiza. ed. Através
2023. O Concerto das Letras - Contos inspirados em música, organizada por Jessica Cardin. Prefácio Leandro Karnal. Brasil. ed. Tipografia Musical

## Eventos Internacionais
- 2019 - Participou da 8ª. edição do Festival Literário de Macau (The Script Road – Macau Literary Festival).[19][20][21]
- 2020 - Participou da 21ª. edição do Festival Literário Correntes d'Escritas em Portugal.[22]
- 2022 - Participou da XXXVII edição do Festival Internacional de Poesia de Barcelona em Espanha.[23]
- 2022 - Participou do Lisbon Revisited 2022 - Dias de Poesia[24]
- 2023 - Participou do Festival Internacional do Livro de Edimburgo[25]
- 2024 - Participou Jornadas Luso-Andaluzas de Poesía [26]

## Prémios e Distinções
- 2014 - Premio Mondiale di Poesia Nósside: recebeu menção honrosa oferecida pela diretoria internacional de poesia da Unesco, com a obra Invenção.[27][28][29]